# Mohamed El-Kamaa
Mohamed El-Kamaa (em árabe: محمد الكما) é um ex-ciclista líbio.
El-Kamaa representou o seu país nos Jogos Olímpicos de 1980, realizados em Moscou, Rússia, onde competiu na prova de 100 km contrarrelógio por equipes, terminando em 21º.